# Este Corazón
Este corazón – singiel meksykańskiej grupy RBD, znajdujący się na płycie Nuestro Amor, nagranej w 2005 roku. Piosenka znana z zakończenia telenoweli Rebelde. Została nagrodzona jako najlepsza ballada na gali Premios Juventud 2006.

## Notowania w różnych krajach
| Rok  | Tytuł          | Album          | Miejsce | Miejsce | Miejsce | Miejsce |
| Rok  | Tytuł          | Album          | USA     | MEX     | BRA     | latin   |
| ---- | -------------- | -------------- | ------- | ------- | ------- | ------- |
| 2006 | "Este corazón" | "Nuestro Amor" | 5       | 2       | -       | 1       |